# Systolederus ophthalmicus
Systolederus ophthalmicus är en insektsart som beskrevs av Bolívar, I. 1887. Systolederus ophthalmicus ingår i släktet Systolederus och familjen torngräshoppor. Inga underarter finns listade i Catalogue of Life.